# Gabriel Szerszeniewicz
Gabriel Józef Hubert Feliskowicz Szerszeniewicz (ur. 1 stycznia?/13 stycznia 1863 w guberni chersońskiej, zm. 31 sierpnia?/13 września 1912 w Moskwie) – prawnik, profesor prawa, poseł do I Dumy Państwowej.

## Pochodzenie
Był synem Polaka-szlachcica robiącego karierę w armii carskiej, generała Feliksa Szerszeniewicza (1814 – po 1865) i jego żony Zefiryny z Burchartów. Choć oboje rodzice byli wyznania rzymskokatolickiego, rodzina nie należała do religijnych. Dwaj z braci Gabriela służący w armii rosyjskiej, Aleksander i Mikołaj (1852–1915) zmienili wyznanie na prawosławne dla kariery w wojsku. Oprócz nich było jeszcze trzech innych braci i siostra.

## Wykształcenie i kariera w Kazaniu
Rozpoczął naukę w Kazaniu, gdzie skończył gimnazjum i w 1881 wstąpił na wydział prawa. Po czterech latach studiów obronił pracę O spółkach akcyjnych (Об акционерных компаниях) i uzyskał stopień kandydata nauk prawnych, który odpowiada polskiemu stopniowi magistra prawa.
W 1888 roku został powołany na stanowisko docenta w Katedrze Prawa Handlowego Uniwersytetu Kazańskiego, gdzie prowadził wykłady z prawa handlowego. Licznie publikował pozycje naukowe, które wywarły znaczący wpływ na rozwój nauki prawa prywatnego w Rosji. Jego wydany w roku 1898 Kurs prawa handlowego 'Курс торгового права), obejmujący swoim zakresem system prawa handlowego i wekslowego, jak i postępowanie w sprawach prawa handlowego było jedynym kompletnym opracowaniem prawa handlowego w carskiej Rosji i doczekało się do roku 1917 czterech wydań. W 1891 obronił doktorat z prawa (dziś odpowiednik habilitacji) i od 1 lutego 1892 został mianowany na stanowisko profesora nadzwyczajnego Uniwersytetu w Kazaniu w Katedrze Prawa Handlowego i Procesu Handlowego. W roku 1894 opublikował swoją najważniejszą pracę, podręcznik do nauki prawa cywilnego: Учебник гражданскoго права. W 1895 r. został zwyczajnym profesorem swojej uczelni. W 1903 r. odmówił propozycji przeniesienia się na Uniwersytet Warszawski.
Był znany z liberalnych i postępowych przekonań: był inicjatorem powołania w Kazaniu Wyższej Szkoły Handlowej i Wyższych Kursów Żeńskich.

## Kariera polityczna i przenosiny od Moskwy

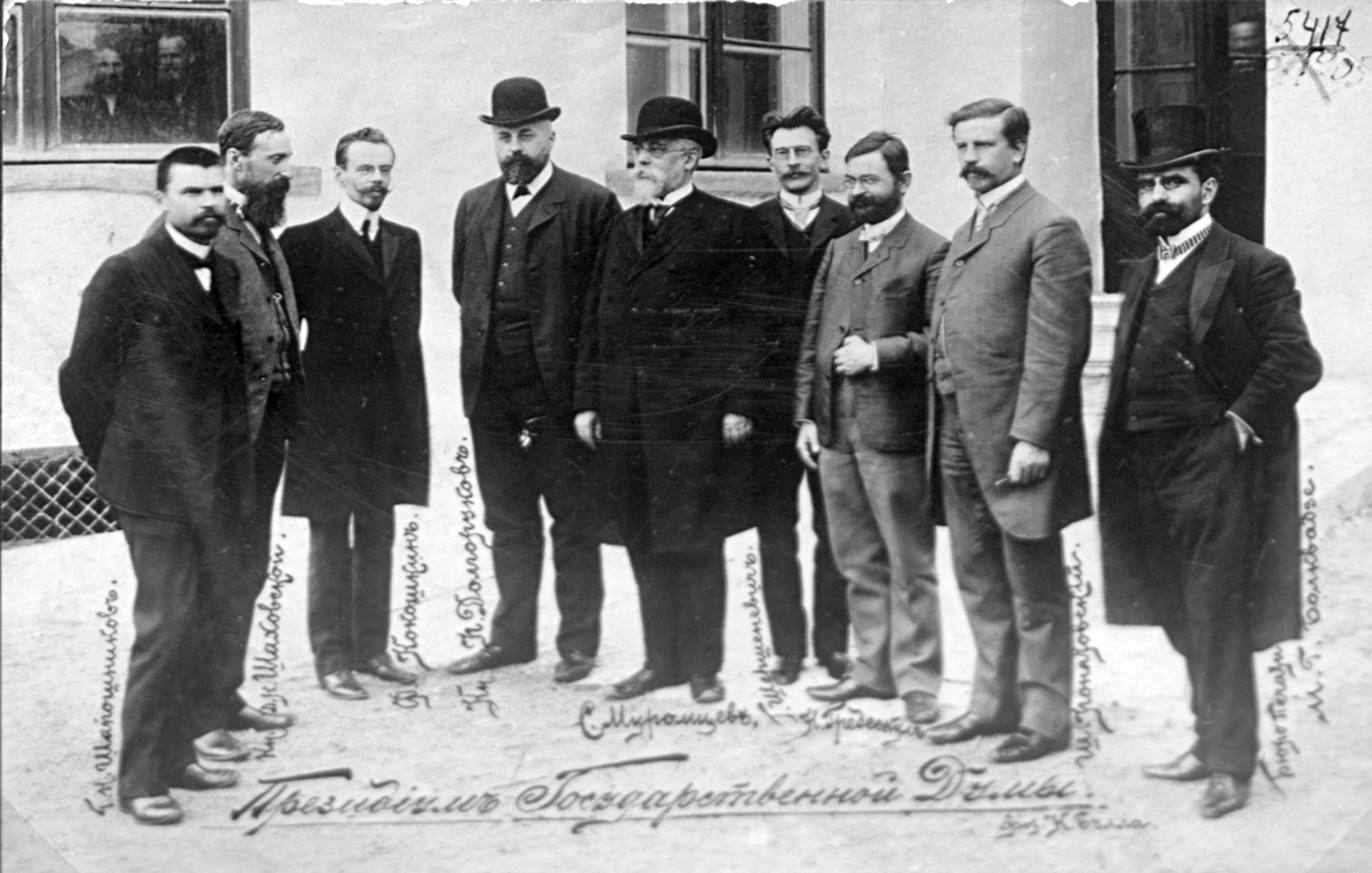
Prezydium Dumy Państwowej w 1905 – Szerszeniewicz czwarty od prawej

Jeszcze w Kazaniu był radnym rady miejskiej. W 1905 roku został członkiem partii Konstytucyjno-Demokratycznej tzw. Kadetów. Z ich ramienia kandydował do utworzonej I Dumy Państwowej i został wybrany w kwietniu 1906 jej deputowanym. Był jej sekretarzem, zajmował się projektami ustaw o zgromadzeniach, o amnestii politycznej. Wszedł w skład Koła Kresowego grupującego deputowanych Polaków spoza Królestwa Kongresowego, współpracował wtedy z Leonem Petrażyckim. Po rozwiązaniu przez cara Mikołaja II Dumy, podpisał tzw. Manifest z Wyborga. Został za to skazany na trzy miesiące więzienia, co uniemożliwiło mu kandydowanie do II i III Dumy. Zasądzoną karę odsiedział w 1908 roku w Twierdzy Pietropawłowskiej.
Początkowo w l. 1906-1911 był profesorem na Uniwersytecie Moskiewskim, ale opuścił go w proteście przeciw odwołaniu rektora przez władze carskie. Wykładał dalej na Moskiewskim Uniwersytecie Ludowym i w gimnazjum żeńskim.
Zmarł na raka krtani, cały swój majątek zapisując uniwersytetom moskiewskim. Na jego życzenie, został pochowany koło swojego przyjaciela Siergieja Muronmcewa, przewodniczącego I Dumy Państwowej, na cmentarzu prawosławnym, ale w obrządku katolickim, by w ten sposób podkreślić swoją polskość.

## Rodzina
Był dwukrotnie żonaty z Rosjankami. Pierwszą żoną była Olga Andirjewna Sadowięń. Po rozwodzie z nią i zmianą wyznania na ewangelicko-reformowane, poślubił luterankę Ewgenię Madelsztam (1874–1919), śpiewaczkę operową, córkę profesora medycyny na Uniwersytecie Kazańskim, Lwa Borysowicza Madelsztam (1838–1901). Miał z nią jedynego syna, Wadima (1893–1942) malarza i futurystę. Małżeństwo Szerszeniewiczów się szybko rozpadło, ale nie przeprowadzono rozwodu i Wadim wychowywał się w domu matki.